# بومبا و نگوکو
بومبا و نگوکو (به لاتین: Boumba-et-Ngoko) یک منطقهٔ مسکونی در کامرون است که در منطقه شرق (کامرون) واقع شده‌است. بومبا و نگوکو ۳۰٬۳۸۹ کیلومتر مربع مساحت و ۱۱۶٬۷۰۲ نفر جمعیت دارد.